# Lluita als Jocs Mediterranis de 2018
La competició de lluita dels Jocs del Mediterrani de 2018 de Tarragona es va celebrar entre el 24 i el 27 de juny al pavelló esportiu de Vila-seca. La primera aparició d'aquest esport en els Jocs del Mediterrani va ser a Alexandria 1951 a Egipte.
La competició es va centrar en la competició masculina i femenina repartint la competició en diverses categories i modalitats segons el pes dels participants.

## Medaller per categoria
| Categoria          | Or                       | Plata                 | Bronze                                 |
| Homes              |                          |                       |                                        |
| Lluita lliure      |                          |                       |                                        |
| 65 kg              | Selahattin Kılıçsallayan | David Habat           | Stevan Andria Micic · Ilman Mukhtarov  |
| 74 kg              | Frank Chamizo            | Samy Moustafa         | Dejan Mitrov · Muhammet Demir          |
| 86 kg              | Ahmet Bilici             | Akhmed Aibuev         | Taimuraz Friev                         |
| 97 kg              | Magomedgadji Nurov       | Simone Iannattoni     | Hosam Merghany · Yunus Dede            |
| Lluita grecoromana |                          |                       |                                        |
| 60 kg              | Haitham Mahmoud          | Elçin Ali             | Ivan Lizatovic · Leo Tudezca           |
| 67 kg              | Yasin Ozay               | Mohamed Elsayed       | Murat Fırat · Abdwlkarim Alhasan       |
| 77 kg              | Yunus Emre Başar         | Davor Stefanek        | Artak Margaryan · Bozo Starcevic       |
| 87 kg              | Metehan Başar            | Bachir Sidazara       | Vladimir Stankic · Dimitros Tsekeridis |
| 97 kg              | Melonin Noumonvi         | Adem Boudjemline      | Ahmed Hassan Aly · Mihail Kajala       |
| Dones              |                          |                       |                                        |
| Lluita lliure      |                          |                       |                                        |
| 50 kg              | Evin Demirhan            | Julie Martine Sabatie | Aintzane Gorria                        |
| 53 kg              | Maria Prevolaraki        | Aysun Erge            | Hilary Honorine                        |
| 57 kg              | Bediha Gün               | Carola Rainero        | Graciela Sánchez                       |
| 62 kg              | Elif Jale Yeşilırmak     | Marwa Amri            | Sara da Col                            |
| 68 kg              | Buse Tosun               | Dalma Caneva          | Samar Hamza                            |

## Medaller per país
| Posició | País               | Or | Plata | Bronze | Total |
| 1       | Turquia            | 8  | 2     | 3      | 13    |
| 2       | França             | 2  | 2     | 4      | 8     |
| 3       | Itàlia             | 1  | 3     | 1      | 5     |
| 4       | Egipte             | 1  | 2     | 3      | 6     |
| 5       | Macedònia del Nord | 1  | -     | 1      | 2     |
| 5       | Grècia             | 1  | -     | 1      | 2     |
| 7       | Algèria            | -  | 2     | -      | 2     |
| 8       | Sèrbia             | -  | 1     | 3      | 4     |
| 9       | Eslovènia          | -  | 1     | -      | 1     |
| 9       | Tunísia            | -  | 1     | -      | 1     |
| 11      | Espanya            | -  | -     | 3      | 3     |
| 12      | Croàcia            | -  | -     | 2      | 2     |
| 13      | Síria              | -  | -     | 1      | 1     |
| Total   | Total              | 14 | 14    | 22     | 50    |